# منارة الغزوات
منارة الغزوات منارة توتيد للمساعدة في الملاحة في مياه أقصى غرب الجزائر. تقع في الغزوات بولاية تلمسان بالجزائر.

## تاريخ

### عموميات
وُضع عدد قليل من الفوانيس البدائية النادرة بالقرب من الملاجئ التي كانت بمثابة ملجأ للمراكب البربرية؛ مثل الفانوس العادي الموجود على البرج العالي في حصن الصخرة. منذ السنوات الأولى للإحتلال الفرنسي، رُكبت شعلات أكثر كفاءة في أكثر النقاط المميزة. وهكذا في عام 1834، قام الفرنسيون بتركيب جهاز بدلاً من فانوس الجزائر العاصمة والذي يتكون من ضوء ثابت يعلوه تاج دوار يحمل 8 مصابيح مع عاكسات مرتبة لإنتاج ضوء كسوف لمدة 30 ثانية. في 30 ثانية.
التقرير الرسمي الأول الذي يتناول إنارة السواحل الجزائرية هو تقرير اللجنة البحرية الجزائرية لعام 1843 الذي يضع تقريراً كاملاً «عن التحسينات التي يجب إجراؤها على الأضواء الموجودة (الجديدة في ذلك الوقت)، للأضواء التي سيتم إنشاؤها. على الفور، يجب إشعال الشعلات بعد ذلك». نفذ على مدار عدة سنوات، مع التعديلات التي فرضها التقدم التقني وتطور الملاحة، والتي قررت لجنة المنارة لعام 1861 أهمها.
عُدلت الأجهزة بشكل دوري بين عامي 1860 و 1900. كان أبرز هذه التحسينات هو استبدال الزيت المعدني بالزيت النباتي في عام 1881 بعد ذلك، من خلال استخدام بعض شعلات المصابيح عند مستوى ثابت. في عام 1902، وُضع برنامج جديد لتحسين الإضاءة الساحلية من خلال إنشاء لجنة بحرية خاصة تبنت برنامجًا للإنجازات يوفر، من بين أمور أخرى، استبدال الأضواء الثابتة الموجودة عن طريق وميض الأضواء الغامضة مع أو بدون قطاعات زاهية الألوان. البرنامج الذي نُفذ بالكامل من 1904 إلى 1908 باستثناء الرصيف الشمالي لميناء الجزائر. في عام 1924 تابع كبير المهندسين لخدمة المنارة المركزية كهربة الأضواء الرئيسية وأضواء الموانئ منذ البعثة العلمية إلى الجزائر.
بالإضافة إلى ذلك، تم تشغيل أربعة أجهزة راديوية؛ في منارة الأميرالية بالجزائر العاصمة (1931)، في رأس الإبرة (1938)، في رأس كاكسين (1938) وفي رأس ماتيفو (1942). كما خططت الخدمات الفنية لإنشاء أربعة مبانٍ إضافية في غضون فترة زمنية قصيرة في رأس تنس، ورأس بنقوت، ورأس بوقارون، ورأس العسة.

### تاريخ المنارة
تم بناء منارة الغزوات في عام 1868.

## مميزات

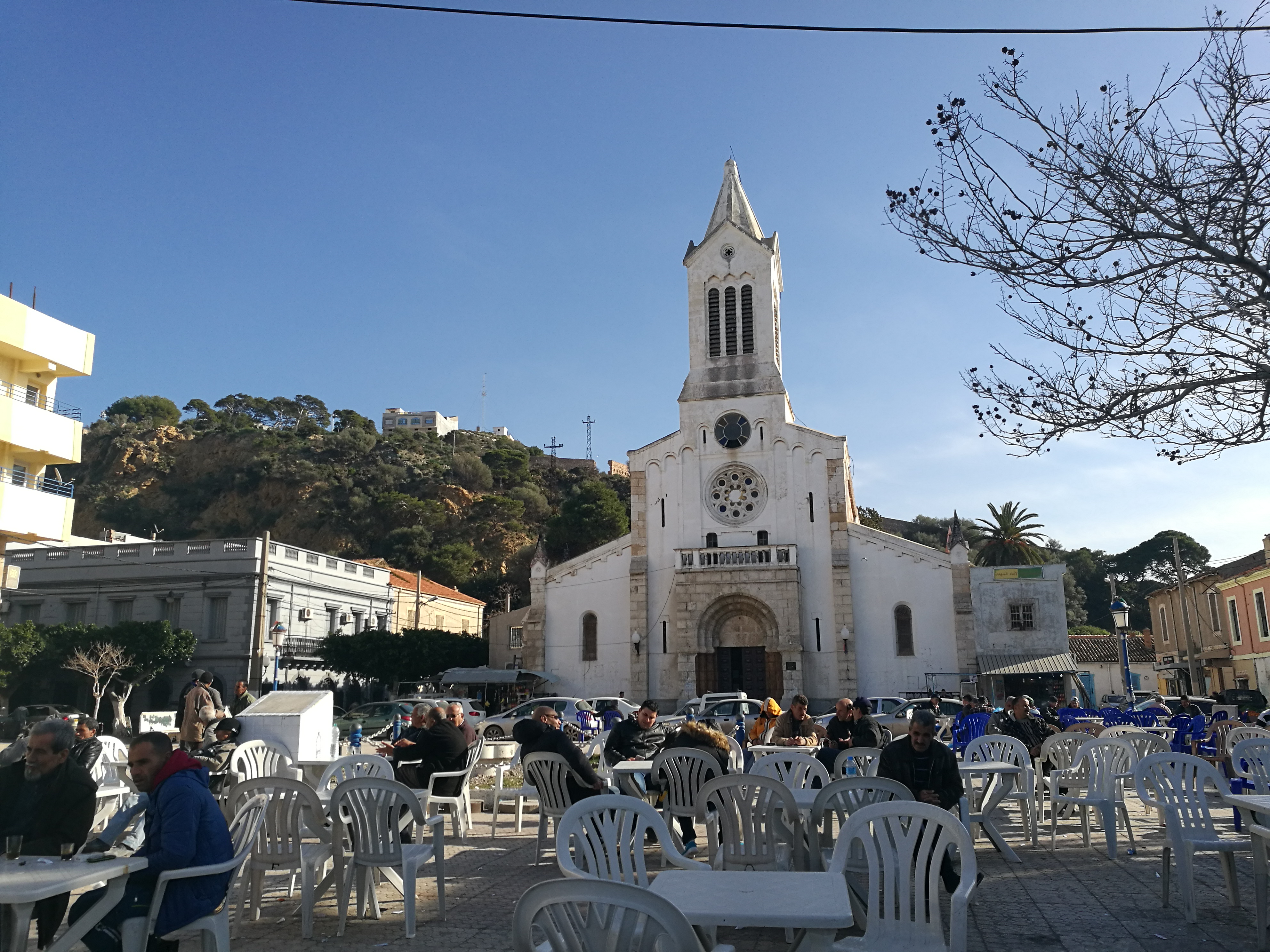
الكنيسة سابقا (فترة الإستعمار الفرنسي)

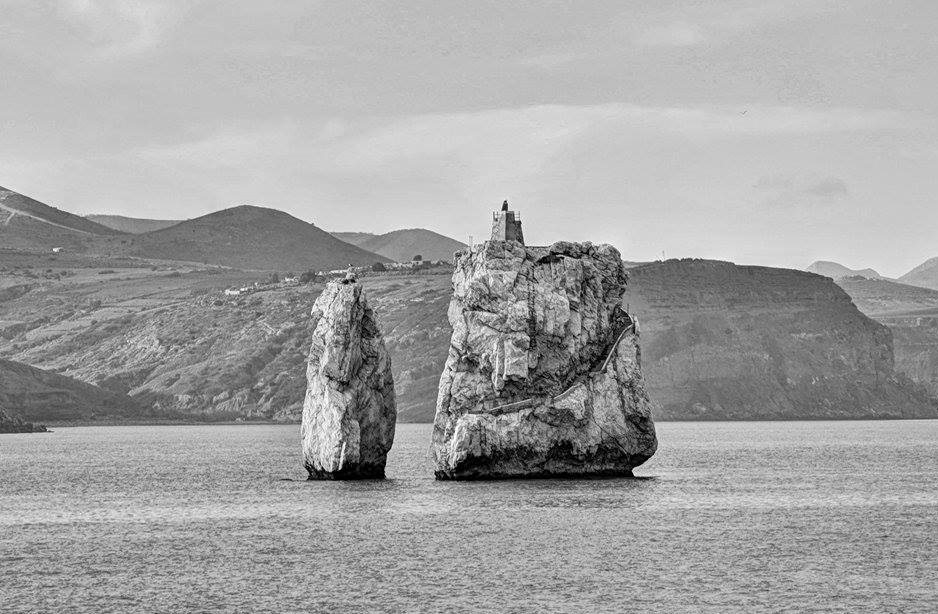
المنارة والتوأم

تقع المنارة على النقطة الغربية والجنوبية الغربية لميناء الغزوات جنوب مدخل الميناء. وهي عبارة عن برج أسطواني يبلغ ارتفاعه 14,5 م، مشكلة من جدران حجرية ملساء في وسط مبنى مستطيل الشكل من البناء الأملس. يرتفع المبنى إلى 95,4 م فوق مستوى سطح البحر.
داخل المنارة: مباني، مغرة فاتحة، من بينها مسكنين للحراس، ونزل للموظفين المؤقتين، وغرف خدمات. يحيط بها جدار سياج من البناء الحجري الأملس، مغرة خفيفة. توجد سارية إشارة معدنية رمادية اللون بارتفاع 15 م وعلى بعد حوالي 250 م شمال شرق المنارة، كما تتواجد كنيسة صغيرة بيضاء على بعد حوالي 370 م وفي السمت عند 131 درجة. يتواجد على البرج فانوس مع صيانة داخلية.
قوة المصباح 1 000 واط بجهد 220 فولط وتُوفر الإضاءة بضوء أبيض مع 3 ومضات كل 15 ثانية. يبلغ مدى الإضاءة 22 ميلا بحريا، أو حوالي 41 كم  مما يجعلها منارة من الدرجة الثانية.

## منشورات
- زين الدين زيبار، محمد بلحي، المنارات والجزائر، القصبة، الجزائر 2015

## روابط خارجية
- موقع الديوان الوطني للإشارات البحرية
- منارة الغزوات